# Фрейтаг-Лорингофен, Эльза фон
Эльза фон Фрейтаг-Лорингофен (урожд. Эльза Хильдегард Плёц, нем. Elsa von Freytag-Loringhoven; 12 июля 1874, Швинемюнде — 15 декабря 1927, Париж) — немецкая художница, скульптор и поэтесса, относящаяся к движению дадаистов.

## Биография
Эльза фон Фрейтаг-Лорингофен прославилась своим эксцентричным поведением. Так как её личность и искусство часто служили причиной для скандалов, карьера художницы была неровной, зачастую она впадала в крайнюю бедность. Эльза в разные годы была натурщицей, художницей, скульптором, поэтессой и музой-вдохновительницей для мужчин-художников. В 1913—1923 годах она живёт в Нью-Йорке, завоевав за это время популярность в США и став дадаистской иконой в Америке. Покровительницей Эльзы фон Фрейтаг-Лорингофен была известная меценатка Пегги Гуггенхайм. Находясь в 1920-е годы в Париже, художница принадлежала к культурному кругу проживавших в этом городе, на Левом берегу, американских деятелей искусств и литературы. Здесь она была дружна с Джуной Барнс.
Художница изучала живопись в Дахау близ Мюнхена. В 1901 она переезжает в Берлин (где выходит в первый раз замуж). В 1902 Эльза вступает в любовные отношения с другом её мужа, поэтом и переводчиком Феликстом Паулем Греве. В 1903 году они втроём живут в Палермо, затем — в Швейцарии и в Париже. В 1910 году Эльза уезжает с Греве в Америку; здесь они живут на небольшой ферме в Кентукки. Позднее Греве перебирается в Северную Дакоту, а в 1912 году приезжает в Манитобу, в Канаде. Эльза же работает натурщицей в Цинциннати, затем в Западной Виргинии и Филадельфии. В ноябре 1913 она в Нью-Йорке выходит замуж за барона Фрейтаг-Лорингофена, получив впоследствии признание как Дада-Баронесса Эльза фон Фрейтаг-Лорингофен. В Нью-Йорке Эльза опять служит моделью (в том числе у Марселя Дюшана), работает в Гринвич-Виллидж также сама как художник (портрет М.Дюшана в стиле Ready-made, 1915) и скульптор (статуя Бог (God). В 1923 году художница приезжает в Берлин, а оттуда — при финансовой помощи американских друзей — в Париж. Скончалась от отравления угарным газом (была ли её смерть несчастным случаем — прояснить так и не удалось). Похоронена на кладбище Пер-Лашез.
Эльза фон Фрейтаг-Лорингофен была три раза замужем: в первом браке за архитектором-модернистом Августом Энделем (1901); во втором — за переводчиком Феликсом Паулем Греве (1910, с ним она уехала в США) и в третьем (1913) — за немецким офицером Леопольдом Карлом Фридрихом, бароном Фрейтаг-Лорингофеном (1885—1919).

## Выставки
- Дада-Баронесса Эльза фон Фрейтаг-Лорингофен (Die Dada-Baroness. Elsa von Freytag-Loringhoven.) Дом литературы, Берлин (Literaturhaus Berlin), с 23 марта по 8 мая 2005.
- 2010: Wrong; Искусство в Туннеле (Kunst im Tunnel), Дюссельдорф.